# Rio Branco do Sul
Rio Branco do Sul là một đô thị thuộc bang Paraná, Brasil. Đô thị này có diện tích 814,361 km², dân số năm 2007 là 32815 người, mật độ 37,7 người/km².